# Pseudoleskea denudata
Pseudoleskea denudata là một loài Rêu trong họ Leskeaceae. Loài này được (Kindb.) Best mô tả khoa học đầu tiên năm 1900.